# پیربهار سرسیاه
پیربهار سرسیاه (نام علمی: Erigeron melanocephalus) نام یک گونه از سرده پیر بهار است.